# 绝地追击
《绝地追击》是一部2023年中国动作犯罪災難电影，根据真实案件改编。由公安部新闻宣传局、中共云南省委宣传部电影处、云南省公安厅政治部宣传处、云南省武警总队政治部指导创作，爱奇艺影业、恒业影业联合出品，邱礼涛擔任導演，欧豪、谷嘉诚、俞灏明、黄尧領銜主演；於2021年5月17日在云南西双版纳開機。
《绝地追击》原定于2023年6月21日在中國上映，後延至2023年8月25日上映。

## 劇情
1999年，连绵不断的暴雨导致山洪爆发，民众纷纷前往地势较高的檬市避灾。暴雨不断的同时，犯罪分子也在蠢蠢欲动，檬市警局出现的诡异爆炸案更让事态的严重性直线升级。由于担心在山里活动的毒贩趁机转移毒品，进出檬市的关口被武警8077部队和缉毒队严防死守。
突然，一辆轿车在疑似毒贩人员的驾驶下试图冲关，一名武警郭莱莱（谷嘉诚饰）在混乱中擅自开枪，导致毒贩彻底失控，撞死一名试图阻拦车辆的武警罗琦（柳俊岐饰）。这起事件让本身已经紧张的气氛变得更加紧张，开枪的郭莱莱和班长孙季（俞灏明饰）更是倍感自责。

## 演員

### 主要演員
| 演员姓名 | 角色名称 | 介绍 |
| 欧豪     | 王今豪   | 8077特战队的一名武警，姚遥的男友，因为职业考虑和姚遥分手。在追击“九龙帮”领头人王鹤玖时坠入洪水，为了保护姚遥甘愿跳下维生的铁架牺牲自己。   |
| 谷嘉誠   | 郭萊萊   | 8077特战队的一名武警，女友是王今豪的妹妹。他被怀疑患有心理疾病，在钢盔中存有一份心理测试表。                                               |
| 俞灏明   | 孙季     | 8077特战队班长，罗琦事件后虽大受打击，但还是尽力完成自己的任务。在营救踩上地雷的男孩时将自己和男孩换位，最终因排雷不及时被泄洪的洪水淹死。 |
| 黄尧     | 姚遥     | 缉毒警察，王今豪的女友，因为职业考虑和王今豪分手，在水坝等待队友时答应和王今豪复合。                                                       |

### 其他演員
| 演员姓名 | 角色名称 | 介绍 |
| 九孔     | 王鶴玖   | 黑帮“九龙帮”的领头人，心狠手辣，预先将毒品放置于救护车搬运，又派出一辆防汛卡车伪装成运毒车转移视线。临时总部被攻陷后试图开车逃走，在王今豪的追击下连车带人坠入洪水区溺亡。 |
| 王志飞   | 裴国庆   | 北京警察 |
| 徐光宇   | 老魏     | |
| 尤勇智   | 吴厅长   | 吴志峰的父亲 |
| 邵兵     |          | |
| 杜源     |          | |
| 钱波     |          | |
| 高至霆   | 王烈     | 8077特战队武警，老兵，地位仅次于班长孙季。当孙季踩上地雷后临危受命成为幸存者的领导者。                                                                                     |
| 王雨甜   | 大柱     | 8077特战队武警，死于泥石流 |
| 史彭元   | 刘春生   | 8077特战队武警，祖父是参加过战争的退伍军人，追击毒贩时误入泥沼地，受困致死。                                                                                               |
| 阿如那   | 阿龙     | 毒贩，隶属于九龙帮，没文化，为患病的家人铤而走险选择贩毒，最终在红沟村被王今豪杀死。                                                                                       |
| 蒋雪鸣   | 阿虫     | 毒贩，隶属于九龙帮 |
| 柳俊岐   | 罗琦     | 8077特战队狙击手，在试图阻拦开车乱闯的毒贩时被毒贩撞飞，重伤致死。 |
| 梁永棋   | 吴志峰   | 8077特战队狙击手，吴厅长的儿子，特战队中唯一的大学生，本为后备战士，在罗琦牺牲后接替位置。任务完成后成长颇多。                                                             |
| 董博睿   |          | |
| 金钟     |          | |
| 陈天明   |          | |
| 庞煜宸   |          | |
| 赵煊     |          | |
| 周德华   |          | |
| 朱颜曼滋 |          | |

## 製作
2021年5月17日，《绝地反击》在云南西双版纳正式開機。